# Temporada 1959-1960 del Club Joventut Badalona
La temporada 1959-1960 va ser la 21a temporada en actiu del Club Joventut Badalona des que va començar a competir de manera oficial. La Penya va disputar la seva 4a temporada a la màxima categoria del bàsquet espanyol, acabant la competició en la segona posició, un lloc per sobre de la plaça aconseguida la temporada anterior, en que van ser tecers. Aquesta temporada també va ser semifinalista de la Copa del Generalíssim.

## Resultats
Lliga espanyola
A la lliga espanyola finalitza en la segona posició de 12 equips participants. En 22 partits disputats va obtenir un bagatge de 16 victòries, 1 empat i 5 derrotes, amb 1.298 punts a favor i 1.117 en contra (+181).
Copa del Generalíssim
En aquesta edició de la Copa del Generalíssim el Joventut va quedar eliminat a semifinals, en perdre davant el CD Hesperia (Madrid) en dos partits. Prèviament, havia passat la ronda de vuitens com a exempt, juntament amb el Reial Madrid, i havia superat el CD Iberia (Saragossa) a quarts.
Altres competicions
El Joventut guanyava per cinquena temporada el Trofeu Joan Antoni Samaranch, passant a quedar-se la copa en propietat. A la final va derrotar a l'Aismalíbar per 52 a 49.

## Plantilla
La plantilla del Joventut aquesta temporada va ser la següent:
| Club Joventut Badalona: plantilla 1959-60 |
| Jugadors                                  |
| Josep Brunet                              |
| Joaquim Ballester                         |
| Artur Auladell                            |
| Joaquim Enseñat                           |
| Amador Rojas                              |
| Jordi Masferrer                           |
| Girona                                    |
| Francesc Granados                         |
| Carlos Carbonell                          |
| Quintana                                  |
| Enric Utrillas                            |
| Entrenador                                |
| Josep Grau Mas                            |